# 13A busz (Budapest)
A budapesti  13A jelzésű autóbusz Budatétény vasútállomás (Campona) és Diósd, Sashegyi út között közlekedik. A viszonylatot a MÁV Személyszállítási Zrt. üzemelteti.
Hajnalban két busz indul Budatétény felé, este pedig kettő Diósd felé. Más időpontokban a 13-as busz közlekedik helyette.

## Járművek
A viszonylaton korábban MAN SL 223 és Volvo 8500-as típusú szóló buszok közlekedtek. A járműveket a VT-Transman állította ki. Ám az új paraméterkönyv bevezetésekor a BKV visszavette a vonal üzemeltetését. 2014. június 1-jétől a Volánbusz MAN Lion’s City típusú autóbuszai közlekednek a vonalon.

## Útvonala
| Budatétény vasútállomás (Campona) felé |
| Diósd, Sashegyi út vá. – Tétényi utca – Budapest, Angeli utca – Barackos út – Szakiskola utca – Ezüstgaras utca – Barackos út – Bartók Béla út – Dráva utca – Minta utca – Nagytétényi út – Budatétény vasútállomás (Campona) vá. |
| Diósd, Sashegyi út felé |
| Budatétény vasútállomás (Campona) vá. – Nagytétényi út – Minta utca – Dráva utca – Bartók Béla út – Barackos út – Ezüstgaras utca – Szakiskola utca – Barackos út – Angeli utca – Diósd, Tétényi utca – Diósd, Sashegyi út vá.    |

## Megállóhelyei
Az átszállás kapcsolatok között a 13-as, a 88-as, a 113-as és a 113A jelzésű járatok nincsenek feltüntetve, mivel a 13A busz üzemidején kívül közlekednek.
| 0                                   | Budatétény vasútállomás (Campona) végállomás | 16 | 138, 150 700 S40 S42 G43 G44      |
| 1                                   | Budatétény vasútállomás (Növény utca)        | 14 | 33, 114, 213, 214 700             |
| 2                                   | Rózsakert utca / Minta utca                  | 13 | 114, 213, 214                     |
| 3                                   | I. utca                                      | 12 | 213, 214                          |
| 4                                   | Mátra utca                                   | 11 |                                   |
| 5                                   | Barosstelep vasútállomás                     | 10 | S40 S42 G43 G44                   |
| 6                                   | Damjanich utca                               | 9  |                                   |
| 7                                   | Mátyás király utca                           | 8  | 213                               |
| 8                                   | Szilvafa utca                                | 7  |                                   |
| 9                                   | Szakiskola utca                              | 6  |                                   |
| 10                                  | Barackos út / Angeli utca                    | 5  |                                   |
| 11                                  | Diósdi utca                                  | 4  |                                   |
| 11                                  | Németh-villa                                 | 4  |                                   |
| 12                                  | Szerafin-villa                               | 3  |                                   |
| 14                                  | Diósd, Törökbálinti elágazás                 | 2  | 710, 712, 720, 722, 725, 727      |
| Budapest–Diósd közigazgatási határa |                                              |    |                                   |
| 15                                  | Diósd, Sashegyi út                           | ∫  | 710, 712, 715, 720, 722, 725, 727 |
| 16                                  | Diósd, Sashegyi út végállomás                | 0  | 710, 712, 715, 720, 722, 725, 727 |